# محمد حسن الكاف
محمد حسن الكاف هو شاعر [[ جمهورية اليمن الديمقراطية الشعبية ]. ولد عام 1918 في مدينة تريم في محافظة حضرموت. تلقى علوم الشريعة واللغة على يد فقهاء مدينته. كتب مقالات نشرت في مجلة «الأخاء الشهرية» التي صُدرت عام 1938. كتب الشعر الغنائي بالعربية. وفي 1963 سافر إلى المملكة العربية السعودية، وعاد إلى حضرموت. ومن ثم سافر إلى سنغافورة عام 1971 حتى 1982. توفي عام 1984، ودفن في تريم.